# Диаш, Диогу

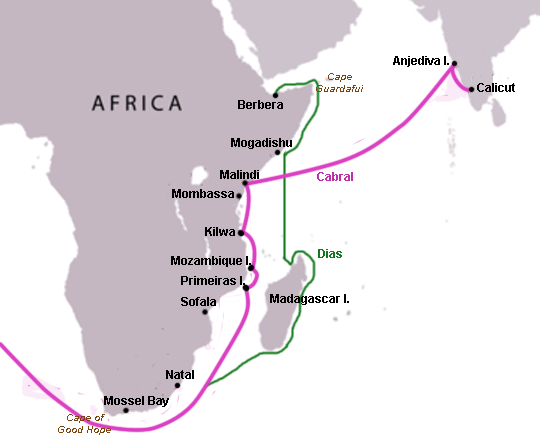
Маршрут флотилии Кабрала и корабля Диогу Диаша в Индийском океане

Диогу Диаш (порт. Diogo Dias; род. до 1450 года, ум. после 1500 года) — португальский мореплаватель и открыватель земель. Брат Бартоломеу Диаша.

## Биография
Сведения о Диогу Диаше крайне скудны и многие даты его судьбы не до конца выяснены. Неизвестно, является ли упоминаемый в письме королевской канцелярии 1465 года в качестве переводчика Диогу Диаш той же личностью, что и мореплаватель. Кроме того, брат Бартоломеу Диаша в разных документах называется Педру или Перу Диашем.
Установленным фактом является то, что Диогу Диаш был капитаном грузового судна во флотилии своего брата Бартоломеу, которая отправилась в путь в 1487 году с целью найти морской путь в Индию и сумела обогнуть мыс Доброй Надежды. Штурманом на корабле Диогу Диаша был Жуан де Сантьягу, сопровождавший до этого Диогу Кана в экспедиции к устью реки Конго.

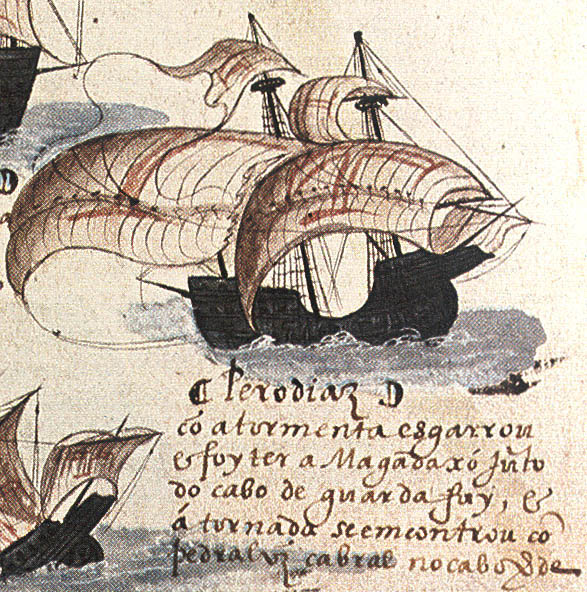
Корабль Диогу Диаша во время экспедиции Кабрала в Индию (иллюстрация из книги порт. Memória das Armadas)

Позднее Диогу Диаш участвовал в качестве писца флагманского корабля «Сан-Габриэл» в экспедиции Васко да Гамы, целью которой было открытие морского пути из Португалии в Индию. Во время пребывания армады у индийских берегов выполнял на суше обязанности главы португальского торгового поселения в Кожикоде, был арестован местным правителем, однако сумел спастись.
После этого принял участие в экспедиции Педру Алвареша Кабрала в Индию, присутствовал в апреле 1500 года при его высадке на бразильский берег. Затем, 29 мая 1500 года, близ мыса Доброй Надежды португальские суда попали в сильный шторм, который стал причиной гибели четырёх кораблей (в том числе и того, где капитаном был Бартоломеу Диаш), а корабль Диогу Диаша отстал от остальной флотилии. Диаш направился к северу вдоль восточного побережья Африки и исследовал воды Индийского океана у входа в Красное море. На обратном пути в июле 1500 года им были открыты острова Маврикий и Реюньон к востоку от Мадагаскара. Оба острова использовались португальцами позднее для пополнения запасов пресной воды и продовольствия по пути к Гоа и Малакке.
10 августа 1500 года Диаш открыл остров Мадагаскар, назвав его Сан-Лоренсу (островом Святого Лаврентия). После этого он направился к берегам Мозамбика и, обогнув Африку, вернулся в Португалию. У островов Кабо-Верде он случайно вновь встретил остальные четыре корабля Педру Алвареша Кабрала, возвращавшиеся в Португалию.
Точная дата и место смерти Диогу Диаша неизвестны.